# Ludwigia mexiae
Ludwigia mexiae là một loài thực vật có hoa trong họ Anh thảo chiều. Loài này được (Munz) H. Hara mô tả khoa học đầu tiên năm 1953.